# Sunitha Rao
Sunitha Rao (født 27. oktober 1985 i Jersey City, New Jersey, USA) er en tidligere professionel tennisspiller fra USA. Sunitha Rao er af indisk herkomst og hun har derfor repræsenteret Indien i Federation Cup i 2008. Sunitha Rao deltog desuden i double ved de olympiske lege i Beijing i 2008 med den indiske makker Sania Mirza.
Sunitha Rao højeste rangering på WTA single rangliste var som nummer 144, hvilket hun opnåede 7. juli 2008. I double er den bedste placering nummer 108, hvilket blev opnået 19. maj 2008.